# Windows デスクトップ ガジェット
Windows デスクトップ ガジェット（ウィンドウズ デスクトップ ガジェット）とは、Windows 7のウィジェットエンジンである。デスクトップ上にガジェットとよばれるプログラムを動作させるもので、Windows Vistaで導入されたWindows サイドバーを置き換えたものである。
Windows 8ではWindowsストアアプリとスタート画面に置き換わる形で廃止された。

## 概要
ガジェットは時計やカレンダー、フィード リーダーなどの独立したガジェットから、外部のアプリケーションのコントロールをするガジェットも作成可能である。HTMLやJScript等を用いてガジェットを作成する。デフォルトで幾つかの種類のガジェットがインストールされてあり、自身でも作成可能である。
Windows デスクトップ ガジェットは、Windows サイドバーと機能はほぼ同じものである。Windows サイドバーは、Windows シェルから独立したプログラムであり、標準で右端のサイドバーに揃えられその中でガジェットを表示する。自由にガジェットの出し入れができ、ガジェットを独立しサイドバー自体は非表示にすることもできる。Windows デスクトップ ガジェットは幾つか異なる特徴があり、独立したプログラムではあるが Windows シェルに統合された。右端のサイドバーは取り除かれ、ガジェットがデスクトップに独立して表示されるように変更された。Windows サイドバーの様なサイドバーは独立したガジェットとしてWindows Live Galleryに登録されていた。
なおマイクロソフトは、2011年内にWindows Live Galleryにおけるガジェットの公開を終了している。Windows Live Galleryでの公開終了後も自己責任の下でサードパーティー製のガジェットを使用することができるが、2012年7月11日に公表されたガジェットの脆弱性対策として、セキュリティパッチではなくガジェット機能そのものを無効化するツールを公開している。また、Windows 8には、Release Preview版までガジェットエンジンが搭載されていたが、RTM（製品版）では削除されている。
Windows VistaのWindows サイドバーの時に登場した「付箋」ガジェットは、Windows 7のWindows デスクトップ ガジェットとは分離され独立し、Windows 8以降も、継続して含まれている。